# Air Comores International
Air Comores International war eine Fluggesellschaft mit Sitz in Moroni auf den Komoren. Sie wurde ursprünglich im Jahr 2002 unter dem Namen Air Bourbon gegründet.

## Geschichte
Air Comores International wurde 2004 gegründet und von durch die Regierung der Komoren (60 %) und der Air Bourbon (40 %) gehalten und nahm im November des gleichen Jahres den Betrieb auf. Mit 2 Flugzeugen bediente sie ab dem Prince Said Ibrahim International Airport in der Komorischen Hauptstadt Intercontinentale, Internationale sowie Nationale Routen. Im Jahr 2006 wurde der Betrieb eingestellt.

## Ziele
2006 führte Air Comores International ab Moroni zu folgenden Ziele reguläre Linienflüge durch:
- Antananarivo
- Daressalaam
- Dubai
- Johannesburg
- Majunga
- Marseille
- Mayotte
- Mauritius
- Mombasa
- Nairobi
- Nosy Be
- Paris-Orly
- St Pierre de la Réunion
- Sansibar
- Anjouan
- Mohéli

## Flotte
(Stand:2006)
- 1 Boeing 737-400
- 1 Boeing 767-300ER